# Erke Esmahan

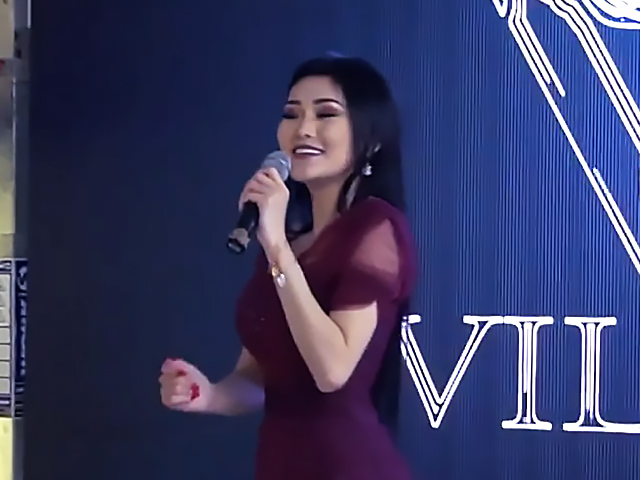
Erke Esmahan (2018)

Erke Esmahan (kasachisch Ерке Әбдірашқызы Есмахан Erke Äbdıraşqyzy Esmahan; * 30. November 1984 in Yrghys, Gebiet Aqtöbe, Kasachstan) ist eine kasachische Popsängerin und Schauspielerin.

## Leben und Karriere
Erke Esmahan wuchs in einer künstlerisch und pädagogisch geprägten Familie auf. Ihre Eltern und Geschwister sind ebenfalls im musisch-künstlerischen Bereich tätig. Sie besuchte zunächst die Oltinsarin-Schule in Aqtöbe und wechselte nach der fünften Klasse an eine Musikschule, wo sie unter anderem Dombra, Qopuz und Klavier erlernte. Bereits in ihrer Kindheit zeigte sie großes Interesse an Musik und Tanz und wurde von ihrer Familie in ihrem künstlerischen Streben unterstützt. Nach ihrem Schulabschluss zog sie 2005 nach Almaty und studierte an der Kasachischen Nationalakademie für Kunst T. Zhurgenov mit Schwerpunkt Estradengesang. Ihre musikalische Karriere begann 2009 als Mitglied der Popgruppe Inkar, mit der sie bis 2015 auftrat. Nach dem Austritt aus der Gruppe startete sie eine Solokarriere. 2015 veröffentlichte sie gemeinsam mit Toregali Toreali das Musikvideo zum Song Hello (kasachisch: Allo). Zu ihren größten Hits zählt Қайда? (dt. Wo?).  2018 spielte sie die Hauptrolle im Film Mahabbat Cafe.

## Diskografie (Auswahl)
- 2015: Allo (mit Toregali Toreali)
- 2017: Қайда? (Kaida?)
- 2017: Қыз арманы (Kiz aman)
- 2019: 1001 күн (1001 kun)
- 2021: Кел, кел (Kel, kel)
- 2022: Сен қыз (Sen kiz)

## Filmografie
- 2018: Mahabbat Cafe (Hauptrolle)